# 24103 Dethury
24103 Dethury è un asteroide della fascia principale. Scoperto nel 1999, presenta un'orbita caratterizzata da un semiasse maggiore pari a 2,6488380 UA e da un'eccentricità di 0,1905137, inclinata di 15,04676° rispetto all'eclittica.